# PURE (Cö shu Nieのアルバム)
『PURE』（ピュア）は、日本のロックバンド、Cö shu Nieの通算6枚目のアルバム（フル・アルバムとしては1枚目）。2019年12月11日にSony Music Associated Records（Sony Music Labels Inc.）から発売された。

## 概要
- 前作『Aurora』から、約1年2か月振りのリリース。
- メジャーデビュー後初のアルバムであり、自身初のフルアルバム。
- CDは、初回生産限定盤と通常盤の2種類を販売。
- 初回生産限定盤の特典DVDには、2019年8月24日に行われたリキッドルームでのライブ『2019.8.24 Cö shu Nie Tour 2019 "Psychedelic Experiment" at LIQUIDROOM』の映像を6曲収録[7][8]。
- メジャーデビューシングル「asphyxia」「絶体絶命」「bullet」など、全12曲を収録。
- 本作に収録されている「サイコプール≒レゴプール」はインディーズでの自主製作によるシングル『ペリカン号でどこまでも』のカップリングに収録されていた曲の再録バージョン。
- 中村のエモーショナルな部分を描いている[5]。
- 「サイコプール≒レゴプール」以外の全ての曲の一人称が『僕』で、それ以外の語り部がいない[5]。
- タイトルの理由について中村は「純粋さゆえの愚かさみたいなものが自分をあざ笑っているニュアンス」だと語っている[5]。
- PlayPASS（プレイパス）コードが封入されており、専用アプリ（Play PASS Music Player）で読み込むことでCDの音源、Blu-ray映像をストリーミング再生もしくはダウンロードが可能。
- アルバムのリリース日となる12月11日の21時00分に、アルバムの初回生産限定盤に収録されるライブ映像から「asphyxia」が、12月30日に「絶体絶命」が、2020年1月11日に「PERSON.」がYouTubeにてプレミア公開された[9][10][11]。

## 楽曲解説
全作詞・作曲：中村未来、全編曲：Cö shu Nie
1. who are you?
  - 最初の鍵の音は、「まずは鍵を開けてからというイメージ」[5]。
2. asphyxia
  - タイトルは英語で「窒息」を意味する医学用語であり、漫画家の石田スイによる命名。
  - イントロ～Aメロは4/4、Bメロは3/4、サビは6/8と5/8の複合拍子になっており、曲の焦燥感や切迫感を表現している。
  - 通算7thシングル
  - アニメ『東京喰種トーキョーグール:re』オープニングテーマ[12][13]
3. bullet
  - 通算9thシングル
  - フジテレビ "ノイタミナ"『PSYCHO-PASS サイコパス 3』エンディングテーマ[14][15]
4. scapegoat
  - Cö shu Nieには珍しいリフレインの曲[16]。
5. character
  - 5thミニアルバム『Aurora』にも収録されている。
6. CREAM
  - 歌詞は「現代の情報過多で選ばされているのを笑う感じが今っぽいかも」という力強い曲[16]。
7. サイコプール≒レゴプール
  - 配信限定2ndシングル[17]
  - インディーズでの自主製作による2ndシングル『ペリカン号でどこまでも』のカップリング収録されていた曲の再録バージョン。
8. iB
  - 12月4日に先行配信された[9][10][11][18]。
  - 中村未来のソロEP「FORK」に収録されていた楽曲の再録。自身のSoundCloudでは「こい」というタイトルで公開されている。[19]
  - ファンの間では音源化が待たれていた楽曲。鍵盤フレーズが印象的なミドルバラード曲で、インディーズ時代からライブでは定番のナンバー[10]。
9. 絶体絶命
  - 通算8thシングル
  - フジテレビ "ノイタミナ"『約束のネバーランド』第1期エンディングテーマ（第1話 - 第8話）[20][21]
10. Lamp
  - 通算8thシングル
  - フジテレビ "ノイタミナ"『約束のネバーランド』第1期エンディングテーマ（第9話 - 第11話）[22]
11. inertia
  - 映画『シライサン』主題歌[23][24]
    - メンバー全員がかねてからの乙一作品の大ファンである[25]。
    - 中村は曲を作る際について「監督（安達寛高）の世界観って抒情的なんですよ。怖さの中にもちゃんと物語があるし、切なさもすごく散りばめられていて。そういうおどろおどろしさじゃない部分が突き刺さってくる。私も音楽でそういうものを表現したいなと常々思っていて。ホラーは怖いものですけど、それだけじゃない奥ゆかしさみたいなものを表現したくて、ああいうサウンドにしました。」「“inertia＝慣性” 瑞紀達が慈しむ日常とシライサンの呪いが交わって同化していく様はとても恐ろしいけれど、彼女らの切実な想いと、パズルのピースがはまっていくように進むストーリーに一時も目が離せませんでした。愛をこめて鎮魂歌をつくりました。」と語った[25]。
    - 監督である安達はこの曲を「この映画の中で死んでいった人たちへの追悼曲みたいに感じ取れてきて、死を悼んでいる感じがしましたね。透明な感じというか……ホーリーな感じがしたんですよね。出口のない、ハッピーエンドのようでもあり、どこか心が浄化されていくようなところもあり、神聖な感じがする。」「映画にすごく深い余韻を与えて頂けた」「（相性が良すぎて）曲の力に映画が追い付いてないんじゃないかと思うぐらい」と評価している[25]。

  - 砂の音はコーナンで買ったもの[5]。
  - YouTubeチャンネル「THE FIRST TAKE」の第8回に中村が出演した際に披露された。
12. gray
  - 友人のために書いた曲[5]。
  - 曲が唐突に終わることについて「大げさじゃなくていいんですよね。演出ももちろん大切だと思いますけど、これは自分が語り部の音楽なので。必要なエモーションはあるけど、妙に長く語りすぎることはナンセンスだなって」としている[5]。

## 収録曲

### Disc1 CD
| 全作詞・作曲: 中村未来、全編曲: Cö shu Nie。 |                             |          |            |      |
| #                                            | タイトル                    | 作詞     | 作曲・編曲 | 時間 |
| 1.                                           | 「who are you?」            | 中村未来 | 中村未来   | 1:20 |
| 2.                                           | 「asphyxia」                | 中村未来 | 中村未来   | 2:54 |
| 3.                                           | 「bullet」                  | 中村未来 | 中村未来   | 2:37 |
| 4.                                           | 「scapegoat」               | 中村未来 | 中村未来   | 2:35 |
| 5.                                           | 「character」               | 中村未来 | 中村未来   | 2:27 |
| 6.                                           | 「CREAM」                   | 中村未来 | 中村未来   | 2:39 |
| 7.                                           | 「サイコプール≒レゴプール」 | 中村未来 | 中村未来   | 3:37 |
| 8.                                           | 「iB」                      | 中村未来 | 中村未来   | 2:57 |
| 9.                                           | 「絶体絶命」                | 中村未来 | 中村未来   | 2:28 |
| 10.                                          | 「Lamp」                    | 中村未来 | 中村未来   | 2:54 |
| 11.                                          | 「inertia」                 | 中村未来 | 中村未来   | 3:09 |
| 12.                                          | 「gray」                    | 中村未来 | 中村未来   | 3:31 |
| 合計時間:                                    | 合計時間:                   | 33:08    |            |      |

### Disc2 DVD（初回生産限定盤）
| #         | タイトル                                                  | 作詞  | 作曲・編曲 | 時間 |
| --------- | --------------------------------------------------------- | ----- | ---------- | ---- |
| 1.        | 「who are you?」(Live at Loquidroom 2019.8.24)            |       |            | 1:36 |
| 2.        | 「サイコプール≒レゴプール」(Live at Liquidroom 2019.8.24) |       |            | 3:41 |
| 3.        | 「絶体絶命」(Live at Liquidroom 2019.8.24)                |       |            | 3:03 |
| 4.        | 「defection」(Live at Liquidroom 2019.8.24)               |       |            | 4:33 |
| 5.        | 「PERSON.」(Live at Liquidroom 2019.8.24)                 |       |            | 4:09 |
| 6.        | 「asphyxia」(Live at Liquidroom 2019.8.24)                |       |            | 3:46 |
| 合計時間: | 合計時間:                                                 | 20:48 |            |      |

## クレジット
- Vocal,Guitar,Keybords & Manipulater：Miku Nakamura
- Bass：Shunsuke Matsumoto
- Drums：Ryosuke Fujita

### Disc1
- Mixed：Shinjiro Hirai（Studio Manage）
- Mastered：Stuart Hawkes（Metropolis Mastering）
- Directed：Akira Okamoto
- Coordinate：Hideto Muramatsu

### Disc2
- Live Staff
  - Live Producer：Atsuhide Tsukada（little oasis Inc.）
  - House Engineer：Masato Kobayashi（MSJ-JAPAN TOKYO CO.,LTD.）
  - Monitor Engineer：Monami Shoji［MSJ-JAPAN AGENCY CO.,LTD.）
  - Lighting：Taiki Tokairin（m-tech style inc.）
  - VJ：Yohei Saito（VJE / rokapenis）
  - Backline Tech：Akira Okamoto
  - Stage Decoration：Mamoru Kuwahara（lilith art duct）
  - Styling：Eiji Takahashi（ACUSYU）
  - Photographer：Yousuke Torii
  - Live Promotor：Rei Fujita（SOGO TOKYO COPORATION）
- Sound Produced：Cö shu Nie

## 特典
初回プレス分限定特典
- 通算9thシングル「bullet」とのダブル購入者特典応募券封入
- 三方背クリアケース・デジパック・フォトブック
- PlayPASS（プレイパス）コードが書かれたダウンロードカード